# Józef Gut-Misiaga
Józef Gut-Misiaga (ur. 25 maja 1939 w Zakopanem) – polski biegacz narciarski.
Zawodnik klubów AZS Zakopane i WKS Zakopane. Olimpijczyk ze Squaw Valley (1960), gdzie był 6. w sztafecie i Innsbrucku (1964), gdy wywalczył z kolegami w sztafecie 8. pozycję. Uczestnik MŚ w Zakopanem (1962). 3-krotny mistrz Polski.